# 似银杏属
似银杏属（學名：Ginkgoites，意為「屬於銀杏的」），又名似银杏树属，是銀杏類植物的營養葉形態屬，擁有眾多物種。其葉形態與银杏属相似，具明顯的葉柄，葉柄頂部急遽外擴形成葉片，葉片側緣平直，遠端成圓弧狀，裂片深度不一，氣孔為單唇形（haplocheilic）